# Eirian Williams
Pour les articles homonymes, voir Williams.
Eirian Williams, né le 3 septembre 1955 à Carmarthen, Carmarthenshire, est un ancien arbitre de snooker professionnel gallois, qui a été en activité de 1991 à 2014, soit pendant plus de vingt ans.
Il a arbitré dix finales de tournois majeurs, dont quatre finales au championnat du monde de snooker, quatre finales au championnat du Royaume-Uni de snooker et deux finales au Masters de snooker ; le deuxième plus important total de finales majeures arbitrées, parmi les arbitres en activité, après celui de Jan Verhaas.

## Carrière
Officier de police de carrière entre 1975 et 1993, à Llanelli, Williams participe à l'arbitrage du snooker dès 1981. Sa carrière professionnelle décolle en 1991, lorsque la WPBSA ouvre le circuit principal, avec des tournois de classement et à un nombre illimité de joueurs, nécessitant un nombre croissants d'arbitres de niveau international pour officier sur le circuit en expansion. Williams, devenu depuis 1981 un membre influent de l'arbitrage au pays de Galles et bénéficiant d'une accréditation de première catégorie, est invité à rejoindre l'association des arbitres professionnels. Williams accepte l'invitation ; il est l'un des nombreux nouveaux arbitres internationaux à rejoindre le circuit cette année-là.
En 1993, Williams prend sa retraite d'officier de police, et sa carrière s'oriente naturellement vers l'arbitrage professionnel. Il multiplie les rôles au sein de l'association, et gravit rapidement les échelons. En 1993, il obtient un poste d'examinateur auprès de la fédération des arbitres gallois. Sa vocation de formateur se poursuit ; il devient tuteur auprès de la fédération européenne de billard et de snooker.
Williams arbitre une première finale de tournoi classé en 1998, à l'occasion de l'Open du pays de Galles, qui voit Paul Hunter remporter son premier titre face à John Higgins, 9-5. Il a depuis arbitré la finale de la plupart des tournois classés existants. C'est en 2001 qu'il arbitre sa première finale au championnat du monde, pour une victoire de Ronnie O'Sullivan sur John Higgins (18-14). Il officie dans trois autres finales au Crucible Theatre, lors des victoires de Shaun Murphy, John Higgins et Neil Robertson en 2005, 2007 et 2010.
En novembre 2014, la fédération internationale annonce sa retraite. Il aura arbitré sa dernière finale de tournoi classé au Masters de Shanghai 2013 ; une finale qui avait vu briller Ding Junhui (10-6), contre Xiao Guodong.

## Finales de snooker arbitrées
| Légende | Catégorie                      | Nombre                         |                                |
|         | Tournois classés               | 27                             |                                |
|         | Tournois classés mineurs       | 1                              |                                |
|         | Tournois non classés           | 2                              |                                |
|         | Tournée mondiale senior        | 2                              |                                |
| Gras    | Tournois de la triple couronne | Tournois de la triple couronne | Tournois de la triple couronne |

| Saison    | Nom du tournoi                 | Lieu       | Tableau |
| 1997-1998 | Open du pays de Galles         | Newport    | Tableau |
| 1998-1999 | Open de Grande-Bretagne        | Plymouth   | Tableau |
| 1999-2000 | Open du pays de Galles (2)     | Cardiff    | Tableau |
| 1999-2000 | Masters seniors                | Londres    | Tableau |
| 2000-2001 | Championnat du monde           | Sheffield  | Tableau |
| 2001-2002 | Championnat du Royaume-Uni     | York       | Tableau |
| 2002-2003 | Open du pays de Galles (3)     | Cardiff    | Tableau |
| 2003-2004 | Open de Grande-Bretagne (2)    | Brighton   | Tableau |
| 2004-2005 | Championnat du monde (2)       | Sheffield  | Tableau |
| 2005-2006 | Masters                        | Londres    | Tableau |
| 2005-2006 | Open du pays de Galles (4)     | Newport    | Tableau |
| 2005-2006 | Open de Chine                  | Pekin      | Tableau |
| 2006-2007 | Grand Prix                     | Aberdeen   | Tableau |
| 2006-2007 | Championnat du monde (3)       | Sheffield  | Tableau |
| 2007-2008 | Championnat du Royaume-Uni (2) | Telford    | Tableau |
| 2007-2008 | Open du pays de Galles (5)     | Newport    | Tableau |
| 2008-2009 | Trophée d'Irlande du Nord      | Belfast    | Tableau |
| 2008-2009 | Grand Prix (2)                 | Glasgow    | Tableau |
| 2008-2009 | Championnat de Bahreïn         | Manama     | Tableau |
| 2009-2010 | Masters de Shanghai            | Shanghai   | Tableau |
| 2009-2010 | Championnat du Royaume-Uni (3) | York       | Tableau |
| 2009-2010 | Championnat du monde (4)       | Sheffield  | Tableau |
| 2010-2011 | Open mondial                   | Glasgow    | Tableau |
| 2010-2011 | Masters (2)                    | Londres    | Tableau |
| 2010-2011 | Open du pays de Galles (6)     | Newport    | Tableau |
| 2011-2012 | Épreuve 1 de Gloucester        | Gloucester | Tableau |
| 2011-2012 | Masters de Shanghai (2)        | Shanghai   | Tableau |
| 2011-2012 | Championnat du Royaume-Uni (4) | York       | Tableau |
| 2012-2013 | Open d'Australie               | Bendigo    | Tableau |
| 2012-2013 | Championnat du monde seniors   | Portsmouth | Tableau |
| 2012-2013 | Open de Chine (2)              | Pékin      | Tableau |
| 2013-2014 | Masters de Shanghai (3)        | Shanghai   | Tableau |